# Изток
Вижте пояснителната страница за други значения на Изток.
Изток е една от четирите главни посоки на света. Намира се отдясно на наблюдател застанал с лице, обърнато в посока север. Означава се: на български с И, на английски (east), испански (este) и френски (est) с E, на руски с В (восток) и на немски с О (ost).
Изток е посоката, в която Земята се върти около оста си, както и посоката, от която изгрява Слънцето.